# Copa Korać 1973-74
La Copa Korać 1973-74 fue la tercera edición de la Copa Korać, competición creada por la FIBA para equipos europeos que no disputaran ni la Copa de Europa ni la Recopa. Participaron 37 equipos, 25 más que en la edición anterior, ampliándose a más ligas domésticas. El ganador fue por segundo año consrcutivo el Forst Cantù, que derrotó en esta ocasión en la final a doble vuelta al equipo yugoslavo del Partizan.

## Equipos participantes
| País                | Nº Equip. | Equipos                 | Equipos           | Equipos         | Equipos             | Equipos |
| ------------------- | --------- | ----------------------- | ----------------- | --------------- | ------------------- | ------- |
| Bélgica             | 4         | Carad                   | Bus Fruit Lier    | Standard Liège  | Maes Pils           |         |
| Italia              | 4         | Innocenti Milano        | Forst Cantù       | Snaidero Udine  | Mobilquattro Milano |         |
| Yugoslavia          | 4         | Partizan                | Borac Čačak       | AŠK Olimpija    | Jugoplastika        |         |
| Francia             | 3         | Olympique Antibes       | ASVEL             | Denain-Voltaire |                     |         |
| España              | 3         | Juventud Schweppes      | FC Barcelona      | Kas Vitoria     |                     |         |
| Alemania Occidental | 3         | 1.FC Bamberg            | 04 Leverkusen     | Wolfenbüttel    |                     |         |
| Austria             | 2         | Union Garant Ehgartner  | Soma Wien         |                 |                     |         |
| Grecia              | 2         | AEK                     | YMCA Thessaloniki |                 |                     |         |
| Israel              | 2         | Hapoel Tel Aviv         | Maccabi Ramat Gan |                 |                     |         |
| Luxemburgo          | 2         | T71 Dudelange           | Etzella           |                 |                     |         |
| Países Bajos        | 2         | Raak Punch              | EBBC              |                 |                     |         |
| Portugal            | 2         | Coimbra                 | Porto             |                 |                     |         |
| Suiza               | 2         | Federale                | Union Neuchâtel   |                 |                     |         |
| Bulgaria            | 1         | Balkan Botevgrad        |                   |                 |                     |         |
| Inglaterra          | 1         | Sutton & Crystal Palace |                   |                 |                     |         |

## Primera ronda
| Equipo 1                | Agr.    | Equipo 2          | Ida     | Vuelta |
| ----------------------- | ------- | ----------------- | ------- | ------ |
| Union Neuchâtel         | 212–257 | AŠK Olimpija      | 114–127 | 98–130 |
| Etzella                 | 145–228 | Maes Pils         | 83–127  | 62–101 |
| Coimbra                 | 164–220 | FC Barcelona      | 81–103  | 83–117 |
| Juventud Schweppes      | 213–167 | Federale          | 105–69  | 108–98 |
| 04 Leverkusen           | 161–165 | Snaidero Udine    | 89–85   | 72–80  |
| Raak Punch              | 154–150 | Bus Fruit Lier    | 80–76   | 74–74  |
| Hapoel Tel Aviv         | -*      | AEK               |         |        |
| Borac Čačak             | 155-176 | Innocenti Milano  | 79-80   | 76-96  |
| 1.FC Bamberg            | -*      | Maccabi Ramat Gan |         |        |
| Denain-Voltaire         | 164-175 | Jugoplastika      | 83-81   | 81-94  |
| YMCA Thessaloniki       | 4-0**   | Soma Wien         | 2-0     | 2-0    |
| Wolfenbüttel            | 173-186 | Kas Vitoria       | 90-80   | 83-106 |
| Sutton & Crystal Palace | 165-175 | Carad             | 89-78   | 76-97  |
| EBBC                    | 171-193 | ASVEL             | 85-101  | 86-92  |

*En un principio, AEK y 1.FC Bamberg les tocó jugar contra los equipos israelíed del Hapoel Tel Aviv y del Maccabi Ramat Gan respectivamente, pero la FIBA canceló estos enfrentamientos dando como ganadores a los primeros.
**El Soma Wien se retiró antes de la primera vuelta, y el HAN Thessaloniki recibió un marcador de 2-0 en ambos encuentros.

## Segunda ronda
| Equipo 1          | Agr.    | Equipo 2               | Ida     | Vuelta |
| ----------------- | ------- | ---------------------- | ------- | ------ |
| AŠK Olimpija      | 191–181 | Maes Pils              | 90–85   | 101–96 |
| FC Barcelona      | 196–119 | T71 Dudelange          | 110–55  | 86–64  |
| Porto             | 109–190 | Juventud Schweppes     | 61–83   | 48–107 |
| Snaidero Udine    | 161–147 | Raak Punch             | 87–71   | 74–76  |
| Standard Liège    | 167-168 | AEK                    | 94-76   | 73-92  |
| Innocenti Milano  | 161-139 | Union Garant Ehgartner | 86-76   | 75-63  |
| 1.FC Bamberg      | 147-182 | Mobilquattro Milano    | 58-79   | 89-103 |
| Balkan Botevgrad  | 164-166 | Jugoplastika           | 91-62   | 73-104 |
| YMCA Thessaloniki | 140-167 | Partizan               | 77-79   | 63-88  |
| Kas Vitoria       | 190–195 | Olympique Antibes      | 109–103 | 81–92  |
| Carad             | 146-170 | ASVEL                  | 72-86   | 74-84  |

Clasificado automáticamente para cuartos de final
- Forst Cantù (defensor del título)

## Cuartos de final
Los cuartos de final se jugaron dividiendo los 12 equipos clasificados en cuatro grupos con un sistema de todos contra todos, en el que cada enfrentamiento de ida y vuelta contaba como un único partido.
|  | El primer clasificado avanza a semifinales |